# Квадрант
Осе дводимензионалног Декартовог координатног система деле раван у четири бесконачна региона, званих квадранти, од којих је сваки од њих ограничен са две полуосе.
Они се нумеришу бројевима од 1 до 4, означених римским бројевима: I (где су знаци на координатним осама (+,+)), II (−,+), III (−,−), и IV (+,−). Када се осе цртају по стандардним математичким обичајима, нумерисање иде у смеру супротном од смера казаљке на сату, почевши од горњег десног квадранта.